# توم ألان
توم ألان (30 أكتوبر 1994 بيورك في المملكة المتحدة - ) (بالإنجليزية: Tom Allan)‏ هو لاعب كرة قدم بريطاني في مركز الدفاع. لعب مع نادي يورك سيتي وHucknall Town F.C. ‏ وAlfreton Town F.C. ‏ ونادي غيتزهد ونادي هاروجيت تاون.

## وصلات خارجية
- توم ألان على موقع قاعدة بيانات كرة القدم.إي يو (الإنجليزية)
- توم ألان على موقع Soccerbase.com (لاعب) (الإنجليزية)
- توم ألان على موقع Soccerway.com (الإنجليزية)